# Troutlake River
Troutlake River är ett vattendrag i Kanada.   Det ligger i provinsen Ontario, i den sydöstra delen av landet, 1 400 km väster om huvudstaden Ottawa.
Runt Troutlake River är det mycket glesbefolkat, med 3 invånare per kvadratkilometer.